# Terminal (Skulptur)

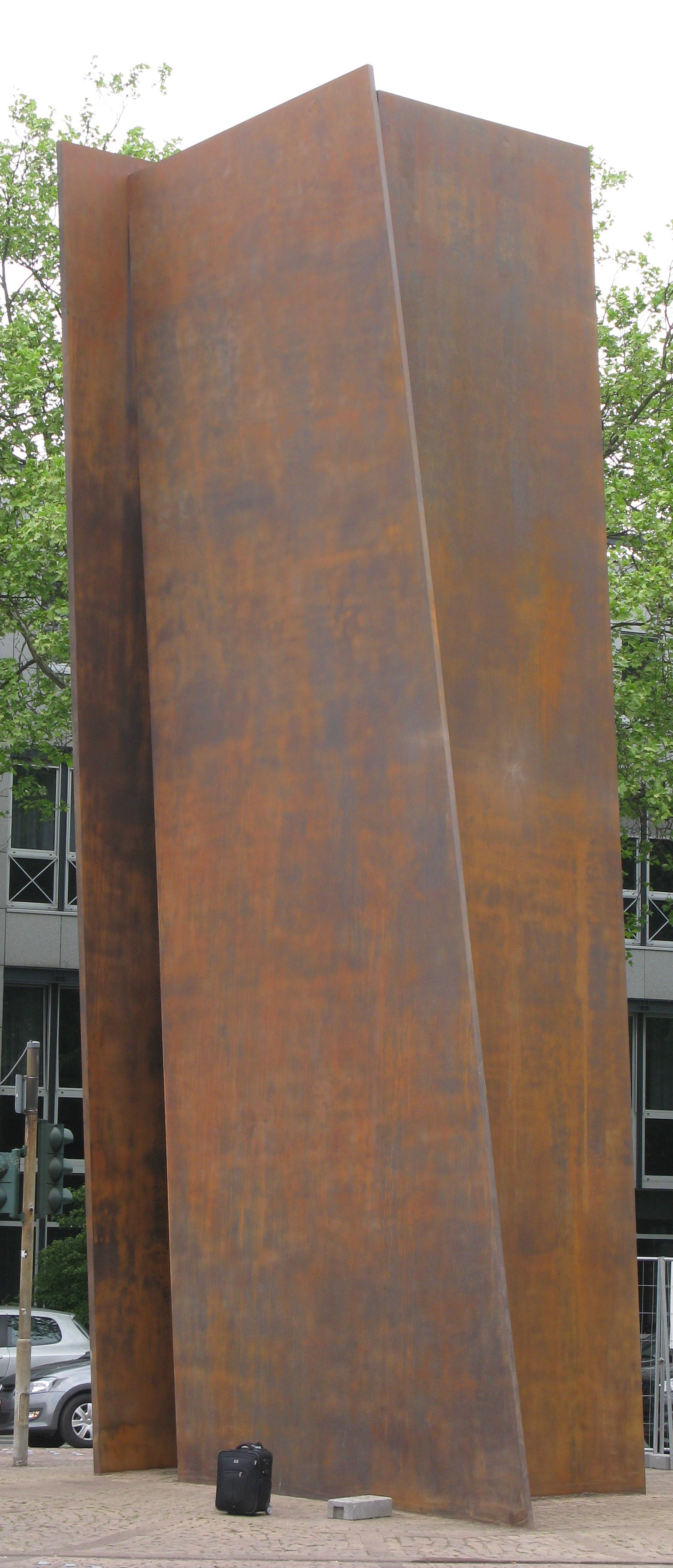
„Terminal“ (Richard Serra) in Bochum (2014)

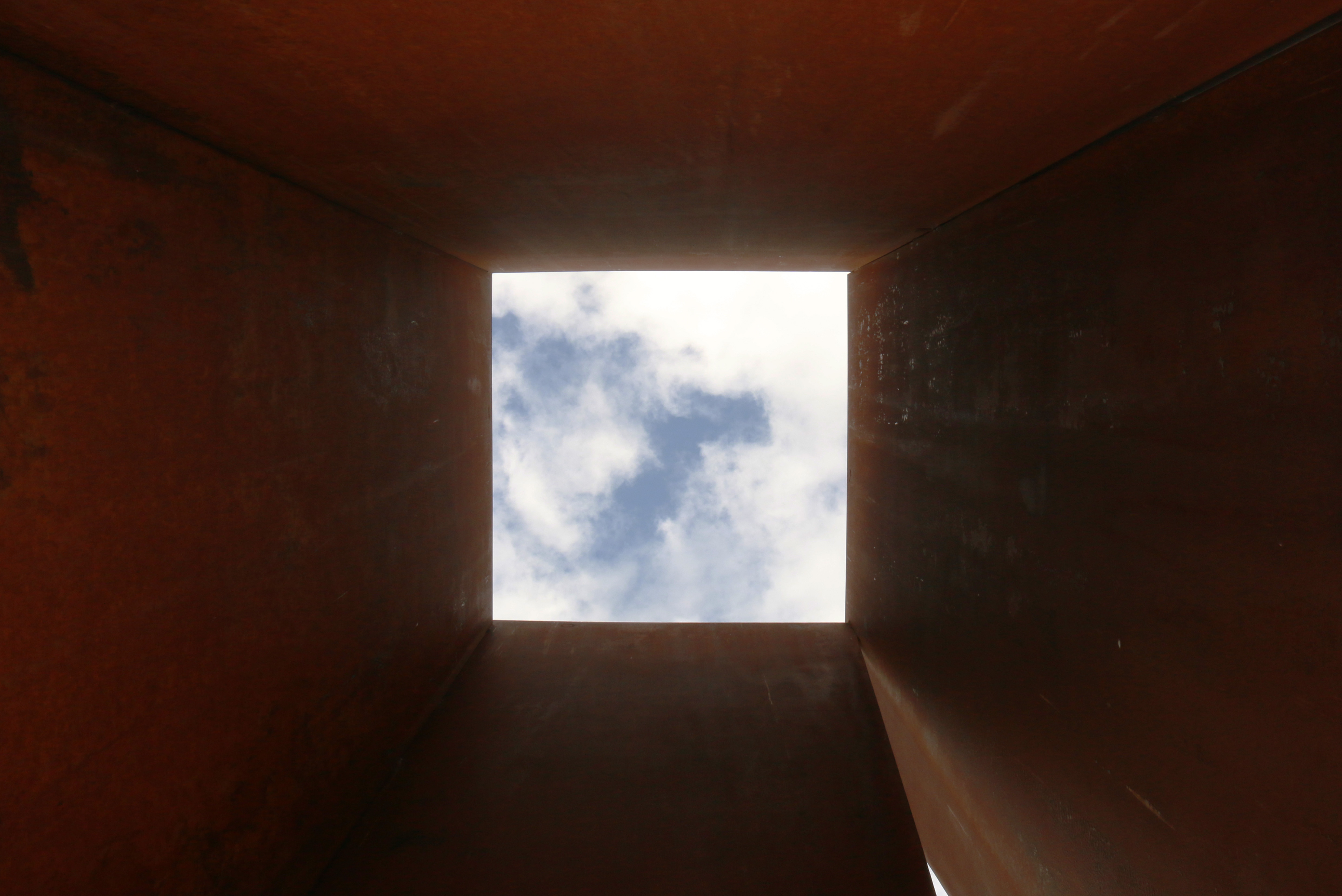
Innenaufnahme des Terminals

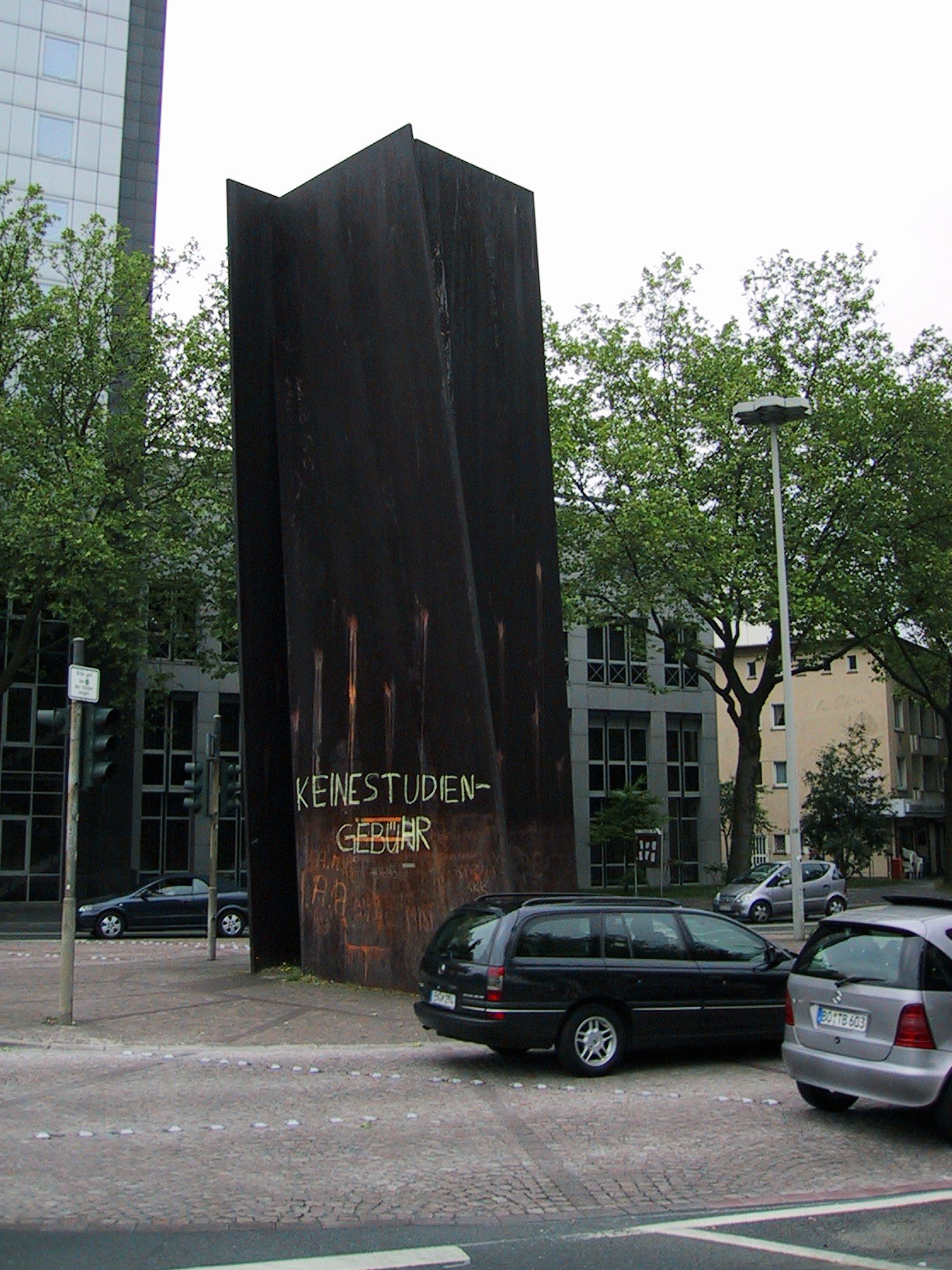
Zustand des Terminals im Jahr 2002

Terminal, genauer Terminal (Pieces for Documenta VI) ist der Titel einer Skulptur im öffentlichen Raum des Künstlers Richard Serra, die für die documenta 6 im Jahr 1977 entworfen wurde. Ihre darauf folgende Erwerbung und Aufstellung in der Stadt Bochum wurde kontrovers diskutiert. 

## Beschreibung
Das Werk Terminal besteht aus vier identischen trapezartigen Cortenstahl-Platten. Die Höhe der Platten ist 12,50 m bei einer Breite von 3,66 × 2,74 m, bei einer Stärke von 6,4 cm, auf einem quadratischen Grundriss. Mit ihrer Höhe von ungefähr 12 Metern und einem Gesamtgewicht von 100 t erzeugt die Skulptur einen wuchtigen Eindruck. Wie bei weiteren vertikalen Werken für den öffentlichen Raum von Serra, wie z. B. der Skulptur Fulcrum (lateinisch „Stütze“) funktioniert dieser Eindruck durch eine Balance der gewichtigen Stahlplatten, die ihren Halt lediglich dadurch finden, dass sie einander stützen. Es entsteht ein abgeschirmter Innenraum. Betritt man das Terminal, sieht man über sich ein unerwartetes perfektes Quadrat.
Die einzelnen Platten wurden in der Thyssener Henrichshütte in Hattingen industriell hergestellt, wobei es einen Verschnitt von 20 Tonnen gab.

## documenta 6
Das Terminal war als Beitrag von Richard Serra 1977 während der documenta 6 in Kassel auf dem Friedrichsplatz als Außenkunstwerk aufgestellt. Dies geschah unter der Mitwirkung des Bochumer Galeristen Alexander von Berswordt-Wallrabe, dem Besitzer der Galerie m in Bochum-Weitmar. Er kannte Serra seit der documenta 5, und war später sein Kunstagent für den gesamten europäischen Kontinent. Die Materialkosten plus Arbeitsleistungen und Transport überschritten mit 150.000 Mark den Ankaufsetat von 100.000 Mark, dazu sollte noch ein Honorar für den Künstler kommen. 8000 Dollar, nach damaligem Kurs rund 20.000 Mark. In einem Zeitungsartikel über die Diskussion der Kosten mit dem Kasseler Stadtrat wurde Berswordt-Wallrabe mit „Ich halte das Werk für so wichtig, daß ich es selber bauen lasse“ zitiert. Aufgrund der Senkung der Kosten, unter anderem durch Hilfe der Thyssen-Stiftung, aber noch mehr dadurch das durch die große Aufmerksamkeit durch die Presse, konnte eine Einigung mit der Stadt Kassel erzielt werden. Das Terminal stieß schon bei der documenta auf Ablehnung, auch weil es viele Passanten dazu einlud, im Schutz der Stahlplatten ihre Notdurft zu verrichten, weshalb es auch als „Kunstklo“ bezeichnet wurde.

## Aufstellung und Kontroverse
Die documenta 6 wurde von dem Bochumer Kulturdezernenten Erny und dem Kulturausschussvorsitzenden Fritz Bahlo besucht. Nach dem Ende der documenta beschloss der Kulturausschuss der Stadt Bochum in seiner Sitzung am 9. November 1977 auf Antrag der SPD, unter Vorbehalt der Stimmen der CDU, den Ankauf des Terminals. Mitbewerber um die Skulptur waren Kassel und Köln, die das Terminal auf dem Domplatz aufstellen wollten. Serra selbst bevorzugte Bochum. Schon vor dem Aufkauf äußerte er sich in einer 45-minütigen Dokumentation des NDR dahingehend, dass Bochum ein idealer Standort sei. Er sei länger in der Stadt gewesen und halte den Platz für richtig. Der von ihm favorisierte Platz auf dem Vorplatz des Hauptbahnhofs konnte aus Gründen der Baustatik, wegen der unterirdischen Haltestelle der Stadtbahnlinie 308/318, nicht realisiert werden. Im Gespräch waren auch Standorte vor dem Deutschen Bergbau-Museum, der Ruhrlandhalle oder der BOGESTRA-Verwaltung an der Universitätsstraße.
Über den Kaufpreis gibt es in den Quellen Angaben von 300.000 DM bis 350.000 DM. In den Ruhr-Nachrichten vom 15. Juni 1978 wurden die Kosten so aufgeschlüsselt: 300.000 DM Ankaufpreis, 18.000 DM Mehrwertsteuer, 30.000 DM Aufstellungskosten, bei einem Landeszuschuss von 165.000 DM.
Als Standort wurde eine Verkehrsinsel auf dem Ostring, an einer Kreuzung neben dem Hauptbahnhof, gefunden. Hier wurde das Terminal in mehrstündiger Arbeit am 20. Mai 1979 aufgestellt. Der Künstler sowie der Kulturdezernent Erny waren anwesend. Bochum war eine der ersten Städte, die eine Skulptur von Serra im öffentlichen Raum aufstellte. Heute sind an über 40 Standorten weltweit Stahlkunstwerke von Serra zu finden. Der Aufkauf wurde neben den Erwerb eines Ölgemäldes von Newman für das Folkwangmuseum als zweite bedeutsame internationaler Kunsterwerb der letzten Jahre bezeichnet. Serra hatte schon damals den Ruf trotz seiner erst 39 Jahre der wichtigste Vertreter der Konkreten Kunst der Gegenwart zu sein. Er war in seiner Heimat USA so bekannt wie damals Beuys in Deutschland.
Im Gegensatz zu der Meinung der künstlerischen Fachwelt, dass es sich um ein „hochbejubeltes Kunstwerk“ handelt, kam es schon nach dem Bekanntwerden des Aufkaufes zu vielen Unmutsäußerungen aus der Bochumer Bevölkerung. So wurden unter anderem der Galerist Berswordt-Wallrabe bei nächtlichen Telefonanrufen beschimpft, und später die Scheiben eingeschlagen und die Reifen seines Wagens zerstochen.
In welchem Grad die Emotionen um das Terminal in Bochum hochkochten, zeigte sich auch bei der Livesendung „Hallo Ü-Wagen“ am 24. Juni 1980. Diese wurde laut Polizei von über 6.000 Personen besucht, und war eine der Sendungen des Konzeptes mit der höchsten Besucherzahl. Noch Jahrzehnte später kann sich die Moderatorin Carmen Thomas an die aggressive Atmosphäre erinnern. O-Töne wie „Ich stehe in einem Haufen Schrott“, waren noch gemäßigte Äußerungen, die bis zu der Aussage (O-Ton) ging: „Ich frag die Künstler, die sich Künstler nenne, ob sie nicht wirklich der Meinung sind, dass man das, was man da sieht, nicht als entartete Kunst bezeichnen muss.“
Die Diskussion über das Kunstwerk ragte tief in die politische Landschaft. So bildete die CSU im Wahlkampf von 1980 vor einer Industriebrache das Terminal ab, und übertitelte das Wahlplakat mit einer Zeile aus dem Bochumer Jungenlied: „Es kann ja nicht immer so bleiben“. In Bezug auf die Aufregung ist auch ein Teil einer Rede von Reimut Jochimsen, Forschungs- und Wissenschaftsminister von NRW, an der Bochumer Ruhr-Universität von 1980 zu sehen: „Wer die Plastik von Serra nicht mag, soll es sagen. Aber wer die Emotionalität schürt, um daraus einen Kulturkampf zu machen, arbeitet denen in die Hände, die heute noch glauben, es sei in der Zeit der entarteten Kunst doch alles nicht so schlimm gewesen.“.

## Das Terminal im Stadtbild
Schon seit dem Beginn der Aufstellung wurde das Terminal beschmiert, mit Farbbeuteln beworfen oder schlicht als Plakatsäule verwendet. Bekannter war auch die Zeichnung des „Wurst Nils“, welche jahrelang am Terminal zu sehen war. Auch für politische Stellungnahmen wurde die Fläche des Terminals gebraucht. Für etliche Bochumer gehört es zum guten Ton schlecht über das Terminal zu reden. In einem Aprilscherz des Jahres 2011 kündigt die WAZ an, dass die Stadtspitze und der Rat die Skulptur einschmelzen lassen will, um eine „volksnahe Brunnenplastik“, vielleicht in der Form eines „wasserspeienden Esels“ anzufertigen.
Im Rahmen der Reihe „Neuenthüllungen“ der RuhrKunstMuseen wurde die Skulptur im April 2014 durch Sandstrahlen restauriert. Dabei wurde die schützende Rostschicht entfernt, wobei auch die Spuren des Herstellungsprozesses verschwanden. Dies geschah mit der Zustimmung von Serra. Es war eigentlich für die documenta geplant gewesen, die Spuren zu beseitigen, war aber wegen des knappen Zeitrahmens nicht möglich gewesen. Am 26. April 2014 wurde das Terminal erneut eingeweiht. Eine kleine quadratische Metalltafel, im Boden neben dem Terminal eingelassen, gibt seitdem Informationen zu dem Kunstwerk.
Der Wert des Terminals wurde in einem WAZ-Artikel von 2009 mit einem Schätzwert von drei bis vier Millionen Euro angegeben. Der Geldwert im Jahr 2013 wurde von dem Galeristen Berswordt-Wallrabe auf 15 bis 18 Millionen geschätzt. In Bezug auf die noch immer diskutierten Kosten erklärte Berswordt-Wallrabe 2005, dass Serra für einen Erweiterungsbau der Situation Kunst am Haus Weitmar exakt die Summe, die die Stadt für das Terminal gezahlt hatte, gespendet hat. Die Situation Kunst ist ein Teil des Kunstgeschichtlichen Instituts der Ruhr-Universität und für kunstinteressierte Bochumer kostenlos zugänglich.
In der im Auftrage des Kulturamtes erstellten Dokumentation über öffentliche Kunstwerke „Kunst auf Schritt und Tritt in Bochum“, kommt die Autorin Marina von Assel 1992 zu folgenden Fazit:
„“Terminal„ ist eine ständige Irritation in der Bochumer Stadtlandschaft. Mit hochaufragenden Wänden und einem Innenraum korrespondiert es mit den die Kreuzung umstehenden Gebäuden. Es ist auch ebenso begehbar, doch ohne deren Funktionen. Seine Monumentalität reibt sich an der unmenschlichen Gestaltung der Straßenkreuzung und an einer oft brutalen Architektur in der Bochumer Innenstadt. Wie ein Relikt steht es mitten zwischen den Fahrbahnen, wo Menschen sich nicht gerne aufhalten. Es macht Mühe.“